# هيبسكس نجفة

هيبسكس نجفة (الاسم العلمي: Hibiscus  schizopetalus)، هو نبات ينتمي إلى خبازية (فصيلة: Malvaceae).

## معرض صور

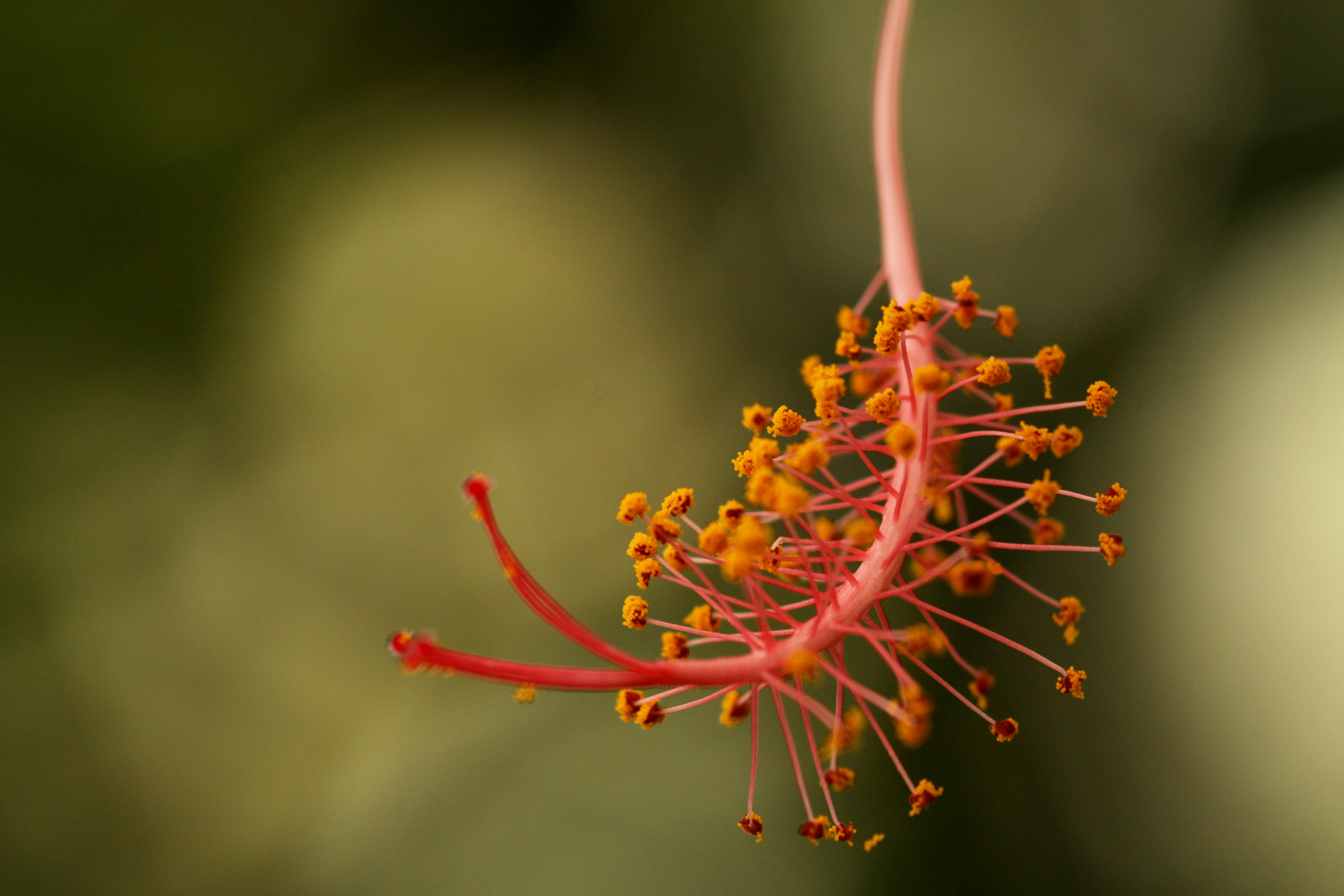
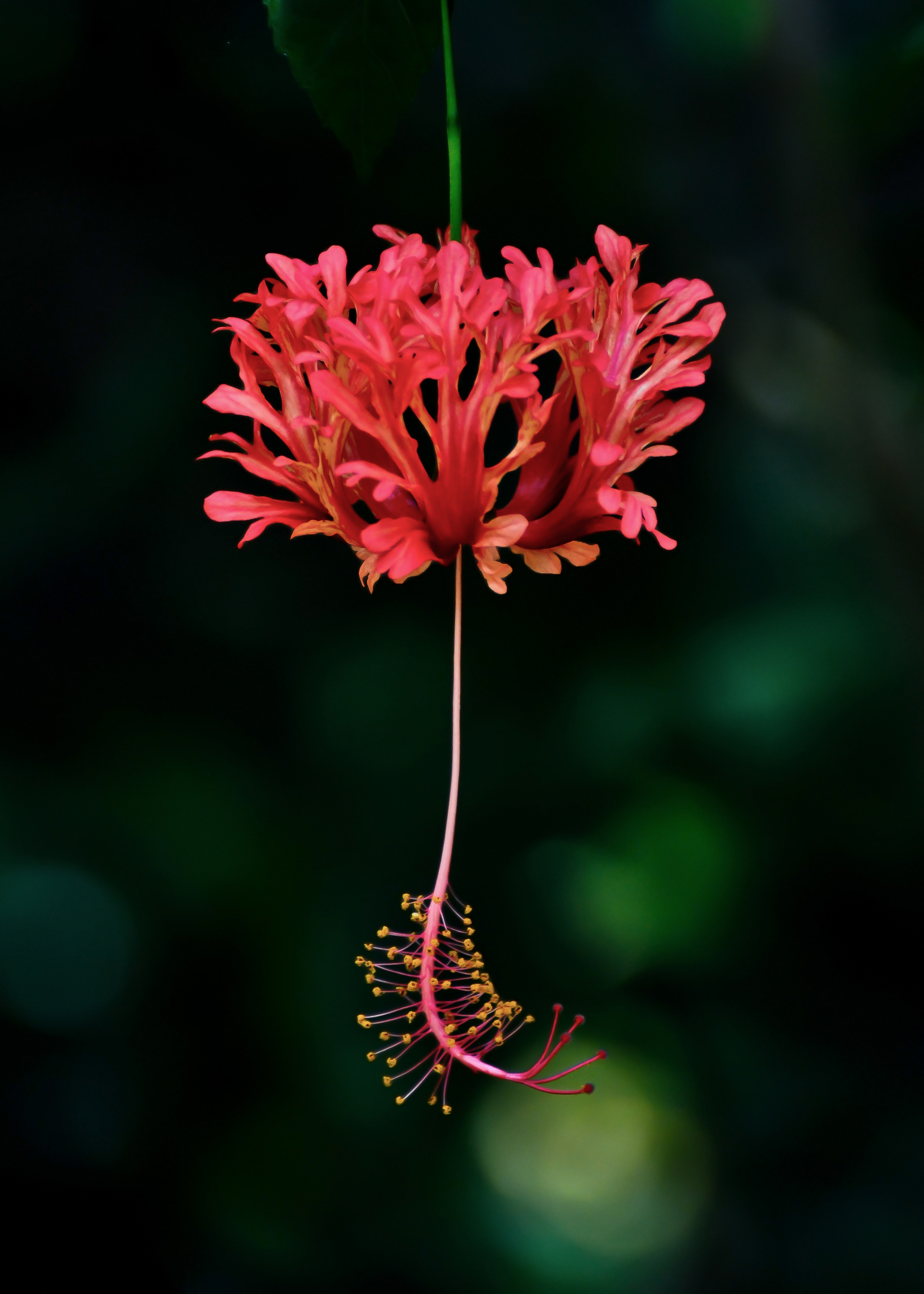
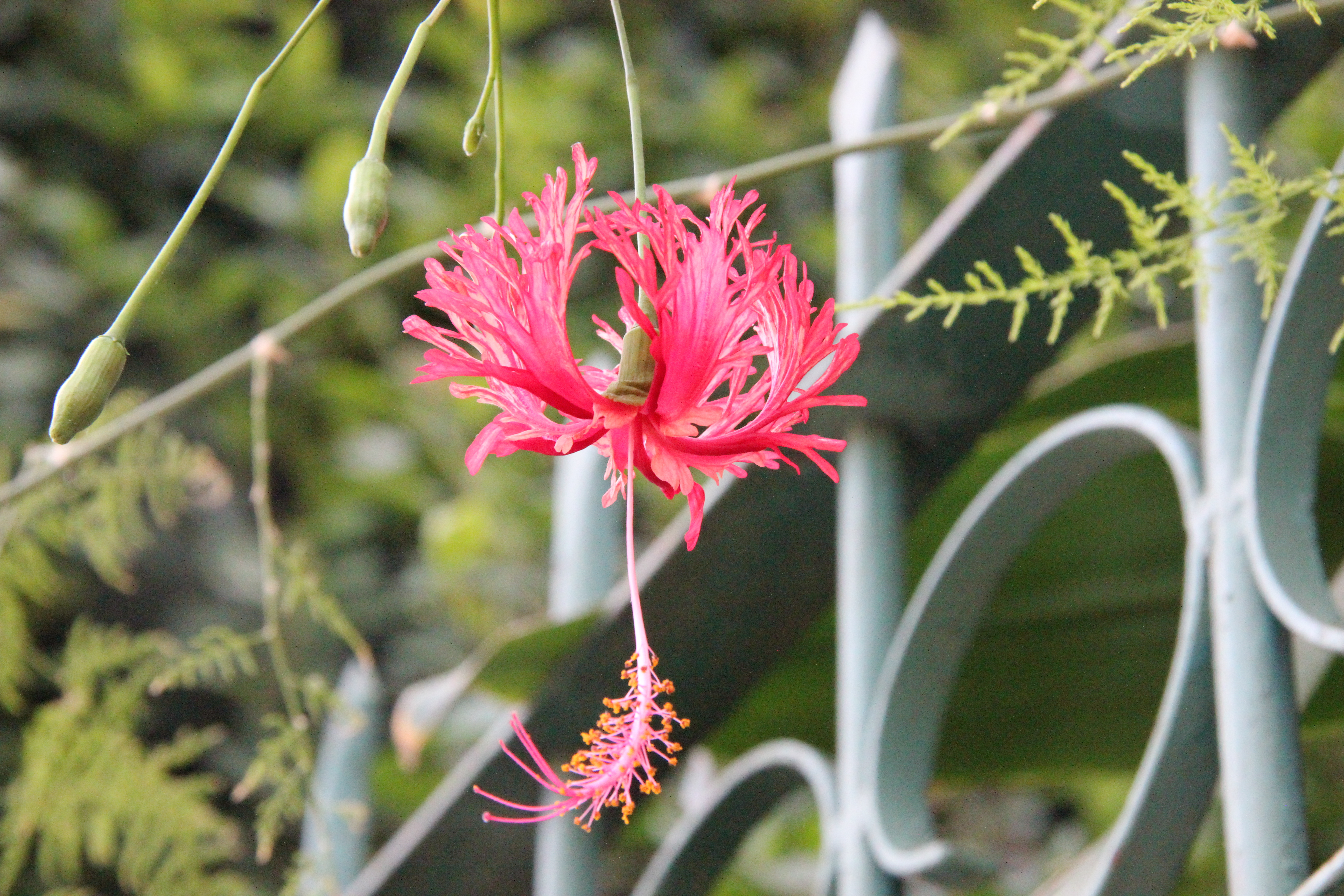
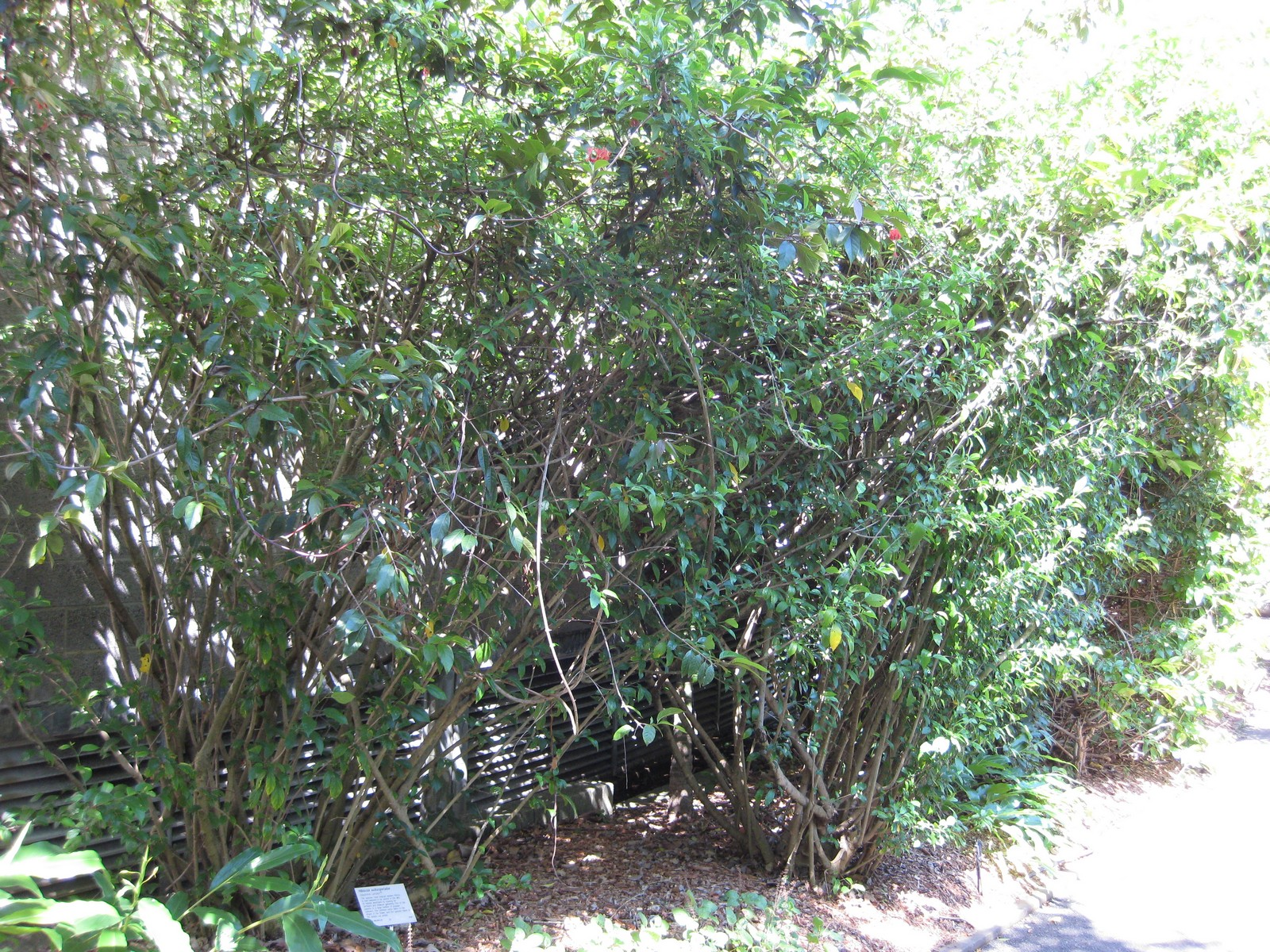